# Sása (Revúca)
|  | No s'ha de confondre amb Sása (Zvolen). |

Sása és un poble i municipi d'Eslovàquia que es troba a la regió de Banská Bystrica.

## Història
La primera menció escrita de la vila es remunta al 1332.

## Demografia
| Godina             | 1994 | 2004   | 2014    | 2024    |
| ------------------ | ---- | ------ | ------- | ------- |
| Nombre de persones | 126  | 137    | 183     | 220     |
| Diferència         |      | +8,73% | +33,57% | +20,21% |

| Godina             | 2023 | 2024   |
| ------------------ | ---- | ------ |
| Nombre de persones | 214  | 220    |
| Diferència         |      | +2,80% |